# David Hogg
David Miles Hogg (nascido em 12 de abril de 2000) é um político e ativista americano de controle de armas. Ele ganhou destaque durante os protestos de violência armada nos Estados Unidos em 2018 como um estudante sobrevivente do tiroteio na Stoneman Douglas High School, ajudando a liderar vários protestos, marchas e boicotes de alto nível, incluindo o boicote ao programa Ingraham Angle. Ele também foi alvo de várias teorias da conspiração e acusações da extrema-direita.
Com sua irmã Lauren Hogg, ele escreveu #NeverAgain: A New Generation Draws the Line, um livro que entrou na lista dos mais vendidos do The New York Times. Eles se comprometeram a doar para a caridade toda a renda do livro. Desde setembro de 2019, Hogg é aluno da Harvard University.
Hogg foi incluído na lista das 100 pessoas mais influentes de 2018 da revista Time. Ele é o cofundador da Good Pillow, uma empresa que fabrica travesseiros. Em 1 de fevereiro de 2025, ele foi eleito vice-presidente do Comitê Nacional Democrata, tornando-se a primeira pessoa da Geração Z a ocupar o cargo.

## Infância e educação
Antes de estudar na Stoneman Douglas High School em Parkland, Flórida, Hogg morou em Los Angeles, Califórnia.
Hogg foi aceito em várias universidades, mas decidiu tirar um ano de folga antes de entrar na faculdade para trabalhar nas eleições de meio de mandato de 2018. Em dezembro de 2018, ele anunciou que havia sido aceito pela Universidade Harvard e começou no outono de 2019.

## Tiroteio na Stoneman Douglas High School
Em 14 de fevereiro de 2018, Hogg estava no último ano na Stoneman Douglas e no campus quando um ex-aluno de 19 anos da escola entrou no Prédio 12 e começou a atirar com um rifle semiautomático que coincidiu com o acionamento do alarme de incêndio. Hogg, que estava em sua aula de ciências ambientais, disse ao professor que os repetidos sons de "pop" que a turma ouviu soaram como tiros. Hogg e outros alunos tentaram sair do prédio, mas um zelador instruiu os alunos a voltarem para a sala de aula. Hogg credita o zelador por salvá-los, já que o grupo de alunos estava inadvertidamente indo em direção ao atirador. Uma professora de artes culinárias puxou Hogg e outros para dentro de sua sala de aula e eles se esconderam em um armário.
Hogg consultou as redes sociais e descobriu que o tiroteio estava ocorrendo em sua escola. Ele usou seu celular para gravar a cena em tempo real, entrevistar os outros alunos escondidos no armário e deixar um registro caso eles não sobrevivessem ao tiroteio. A irmã de Hogg, Lauren Hogg, que era caloura na época, se correspondeu com seu irmão por mensagem de texto durante o tiroteio. Depois de cerca de uma hora, os policiais da equipe SWAT entraram na sala de aula e os escoltaram para fora. Hogg se reuniu com sua irmã e seu pai mais tarde naquele dia.

## Defesa do controle de armas

### Protestos

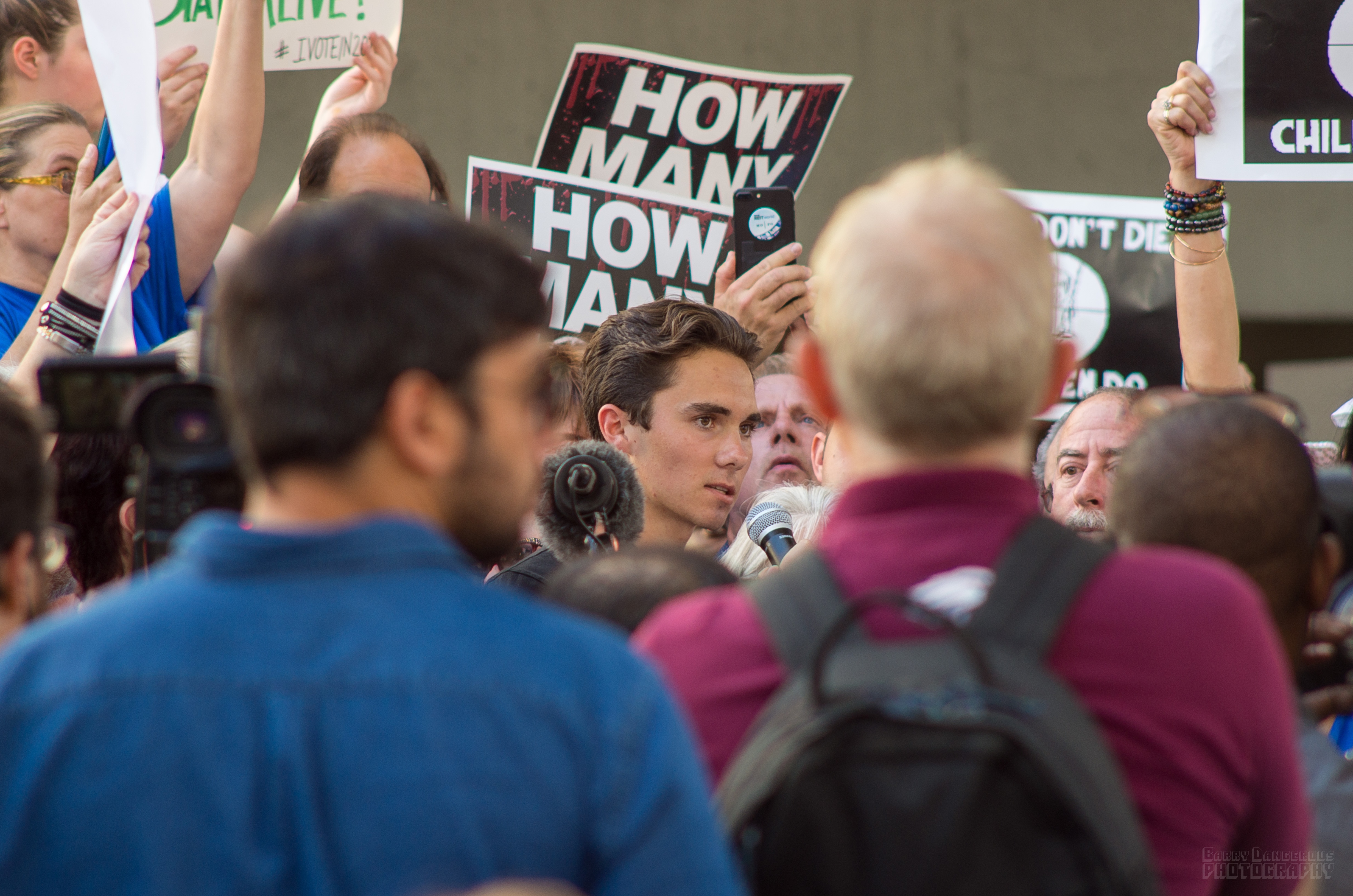
Hogg (ao centro) falando em um comício em Fort Lauderdale, Flórida, em 17 de fevereiro de 2018

Depois do tiroteio na escola, Hogg emergiu como um líder nos protestos contra a violência armada nos Estados Unidos em 2018. Junto com Alfonso Calderon, Sarah Chadwick, X González, Cameron Kasky e outros estudantes, ele recorreu à mídia para falar sobre seu papel como sobrevivente no tiroteio e expressar sua opinião sobre o controle de armas e a violência armada. Ele convocou as autoridades eleitas a aprovar medidas de controle de armas e tem criticado veementemente as autoridades que aceitam doações da NRA (National Rifle Association), e os tem instado a comprometer a legislação para salvar vidas.
Hogg juntou-se ao movimento de mídia social e ao grupo de defesa do controle de armas liderado por estudantes, Never Again MSD, logo após sua formação. Hogg voou para Los Angeles em 21 de fevereiro de 2018, para estar no The Dr. Phil Show, junto com sua irmã, para discutir o tiroteio. Lá, eles se encontraram com sobreviventes do massacre da Escola Secundária de Columbine. Hogg, junto com González, culpou a National Rifle Association e os políticos aos quais eles doam como cúmplices em tiroteios em escolas. Ele se recusou a ir à Casa Branca em 21 de fevereiro para se encontrar com o presidente Donald Trump, dizendo que precisava estar em Tallahassee e que Trump poderia ir a Parkland se quisesse conversar.

### Reconhecimento
Hogg foi capa da edição de abril de 2018 da revista Time, junto com os ativistas Alex Wind, Jaclyn Corin, González e Kasky.

### Opiniões sobre a 2ª emenda
Hogg declara que é um defensor da Segunda Emenda e apóia o direito dos membros da NRA (National Rifle Association) de possuir armas legalmente, dizendo: "Estamos criticando muito a NRA e 99,9 por cento das pessoas que estão na NRA são proprietários de armas seguros e responsáveis e eu os respeito por isso, ingressar em uma organização que quer apoiar a posse segura de armas é excelente."

### Ativismo
Hogg criticou a cobertura da mídia sobre o tiroteio em Parkland, bem como suas consequências, porque os estudantes negros não receberam voz da mídia; ele disse que sua escola era 25% negra, mas "a forma como somos retratados não reflete isso".
Em abril de 2018, Hogg iniciou um esforço para instar o então presidente da Câmara, Paul Ryan, a apresentar um projeto de lei à Câmara dos Representantes que exigia verificações obrigatórias de antecedentes para compradores de armas; no Twitter, Hogg encorajou as pessoas a contatar Ryan e exigir uma votação sobre verificações universais de antecedentes.
Hogg trabalhou para desenvolver um grupo de ativismo antiNRA para encorajar os jovens a se registrar e votar nas eleições de meio de mandato de 2018 e eleger candidatos que prometessem uma melhor legislação de controle de armas.
Em agosto de 2018, Hogg anunciou que estava planejando concorrer para se tornar membro da Câmara dos Representantes dos Estados Unidos quando fizesse 25 anos (devido à idade das leis de candidatura).

## Boicotes
Hogg pediu que os alunos boicotassem as férias de primavera na Flórida e, em vez disso, viajassem para Porto Rico se a legislação de controle de armas não fosse aprovada pelo governo do estado da Flórida. Tendo concluído o ensino médio em maio de 2018, Hogg tirou um ano sabático para fazer campanha para os políticos a favor da reforma das armas nas eleições de meio de mandato.
Hogg iniciou um boicote às empresas que anunciam durante o programa de notícias da Fox News The Ingraham Angle. Hogg pediu o boicote depois que a apresentadora de televisão Laura Ingraham atacou-o em um tweet sobre sua falta de aprovação por universidades, o que Hogg caracterizou como cyberbullying. Em resposta ao boicote, 24 anunciantes deixaram o programa. Após a perda de anunciantes, Ingraham se desculpou. Hogg considerou o pedido de desculpas falso. O boicote gerou reações mistas. Ingraham foi apoiada por Ted Nugent, Bill Maher, e por bots russos no Twitter. A Fox News continuou a apoiar Ingraham. A pesquisa pública mostrou que a percepção do público sobre a Fox News diminuiu mais do que a de qualquer anunciante. Simultaneamente, a audiência de Ingraham aumentou nas semanas seguintes ao boicote. Antes, sua audiência era em média 2,5 milhões. Saltou para 3 milhões quando ela voltou após o boicote.

## Teorias de conspiração e assédio
Pouco depois do tiroteio, falsas alegações apareceram nas redes sociais alegando que o evento nunca havia acontecido, e outros acusaram Hogg e outros estudantes de serem atores. Após uma série de entrevistas na televisão após o tiroteio, figuras de extrema direita e teóricos da conspiração atacaram Hogg nas redes sociais. A família de Hogg recebeu ameaças de morte de vários teóricos da conspiração, de acordo com a mãe dele. O Facebook, o YouTube e o Instagram relataram a remoção de postagens que atacavam os alunos ou os acusavam de serem atores. As teorias da conspiração sobre Hogg e outros ativistas de Parkland foram nomeadas a mentira do ano de 2018 da PolitiFact.